# Élie Baussart
Élie Baussart (* 16. Dezember 1887 in Couillet, Hennegau; † 30. Dezember 1965 in Loverval, Gerpinnes, Hennegau) war ein belgischer Schriftsteller, Politiker und christdemokratischer Gewerkschaftsfunktionär, der insbesondere durch seinen Einsatz in der Mouvement Wallon bekannt wurde, einer Bewegung, die sich für eine Stärkung der eigenen Identität Walloniens und der Wallonen einsetzte.

## Leben
Baussart besuchte die Jesuitenschule in Charleroi und unterbrach seine Ausbildung zur Durchführung von Reisen. Während dieser Zeit vervollständige er seine Ausbildung als Autodidakt, wobei er sich insbesondere in Literatur und Sprachwissenschaft weiterbildete. 1909 kehrte er als Lehrer für Französisch und Geschichte an die Jesuitenschule von Charleroi zurück und unterrichtete dort bis zu seinem Eintritt in den Ruhestand 1954.
Während dieser engagierte sich der Katholik Baussart für soziale Belange sowie die Förderung der geistigen Freiheit innerhalb der christdemokratischen Bewegungen und gehörte mit Hubert Dewez das Institut für Arbeiterkultur (Institut de Culture ouvrière). In seinen literarischen Werken und Essays setzte sich Baussart für die Verteidigung der Wallonischen Region und die Berücksichtigung sozialer Belange ein.
Auf der 1911 in Charleroi von Jules Destrée organisierten wallonischen Kunstausstellung trat er massiv für die Rechte von Wallonien für die Wallonen ein und gründete zur Förderung dieser Ziele 1919 die Zeitschrift La Terre wallonne, in der er seine vom katholischen Glauiben geprägten Ansichten für Wallonien entwickelte, wobei er innerhalb des belgischen Zentralstaats den Dialog zwischen den Volksbewegungen in Flandern und Wallonien ablehnte. Zugleich trat er in seinen Artikeln für Ideen wie Regionalismus, Pazifismus und Demokratie ein.
1921 wurde Baussart zum Mitglied der Wallonischen Versammlung gewählt, und setzte sich in dieser massiv gegen die Ziele von Unionisten und Antiseparatisten ein, die insbesondere durch den von Joris Helleputte geführten flämischen Boerenbond eine Ausweitung des flämischen Einflusses in Belgien forderten. Nach 1929 und der Einführung der regionalen Einsprachigkeit bekannte er sich zum Föderalismus in Belgien. In den 1930er Jahren setzte er sich – geprägt durch den Humanismus – innerhalb der wallonischen Bewegung gegen den Faschismus ein sowie für die Verteidigung der demokratischen Freiheitsrechte ein und verfasste dazu Essays wie Essai d’Initiation à la révolution anticapitaliste (1938).
Nach der Besetzung Belgiens durch die deutsche Wehrmacht im Fall Gelb genannten Teil des Westfeldzugs 1940 wurde die weitere Veröffentlichung seiner Zeitschrift La Terre Wallonne verboten. Nach Ende des Zweiten Weltkrieges war er als Chronist für die Zeitschrift Forces nouvelles, le Vieux Wallon wallonisant tätig sowie aktives Mitglied der 1946 aufgelösten Partei Union démocratique belge (UDB). Darüber hinaus engagierte er sich in den Organisationen Rénovation wallonne und Congrès national wallon.